# UボートXIV型
UボートXIV型 (U-Boot-Klasse XIV) はドイツ海軍の潜水艦で、第二次世界大戦で用いられた。その艦形から乳牛(ミルヒ・クー、Milchkuh)の愛称を持つ。

## 概要
Uボートに燃料や食料を供給するためにIXD型Uボートを基にして設計、建造された補給用潜水艦であり、1941年から1943年までに10隻が就役している。この補給潜水艦の就役により、食糧や燃料の不足のために魚雷は残っていても港へ戻らざるを得ないUボートが減り、より長期哨戒ができるようになった。
しかし、大量の補給品を積み込むため大柄になり、それによって運動性が乏しくなった結果、10隻全てが撃沈されている。この後継艦としてXX型やXIX型があるが、建造されるまでに終戦を迎えた。

## 性能諸元
- 全長：67.1m
- 全幅：6.5m
- 排水量：水上1,668ｔ、水中1,932ｔ
- 最大速度：水上14.4kt、水中6.2kt
- 水中航続距離：90km(55海里)/4kt
- 水上航続距離：20,000km(12,350海里)/10kt
- 乗組員:52名
- 兵装：20mm機関砲×1、37mm対空砲×2、(補給用魚雷×4)